# 미크로네시아 연방의 재외공관 목록

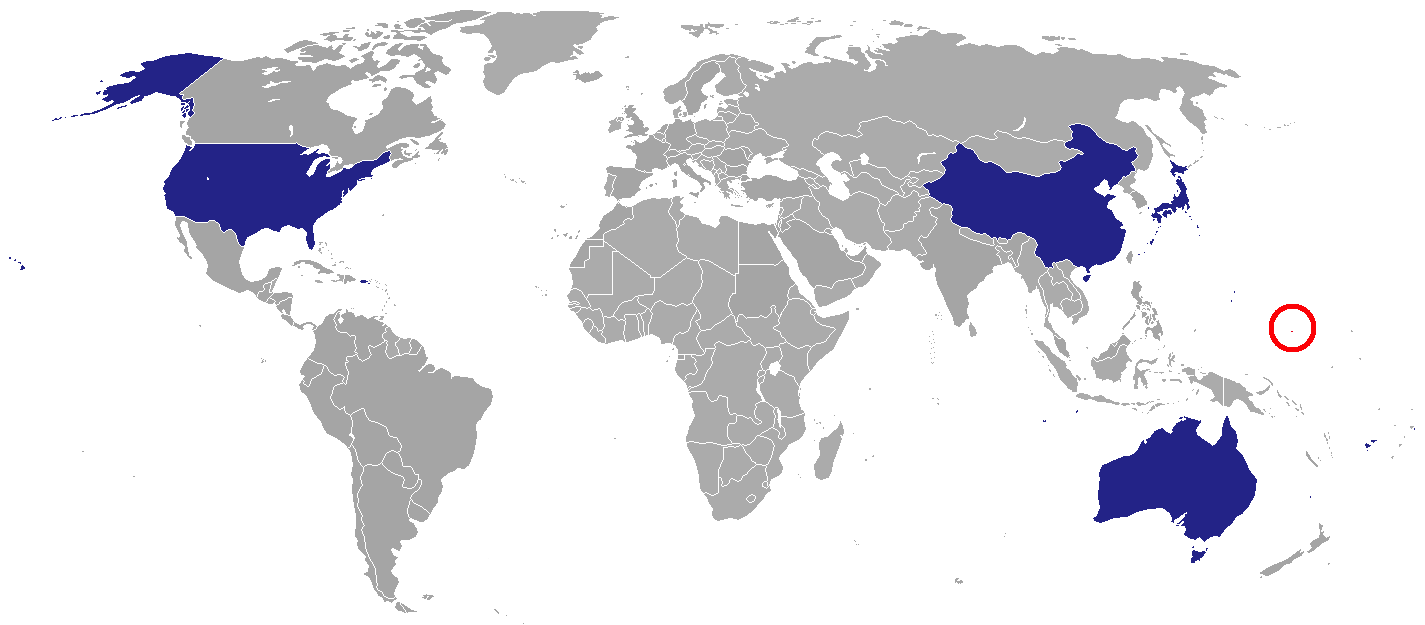
각국에 설치된 미크로네시아 연방 재외공관 목록

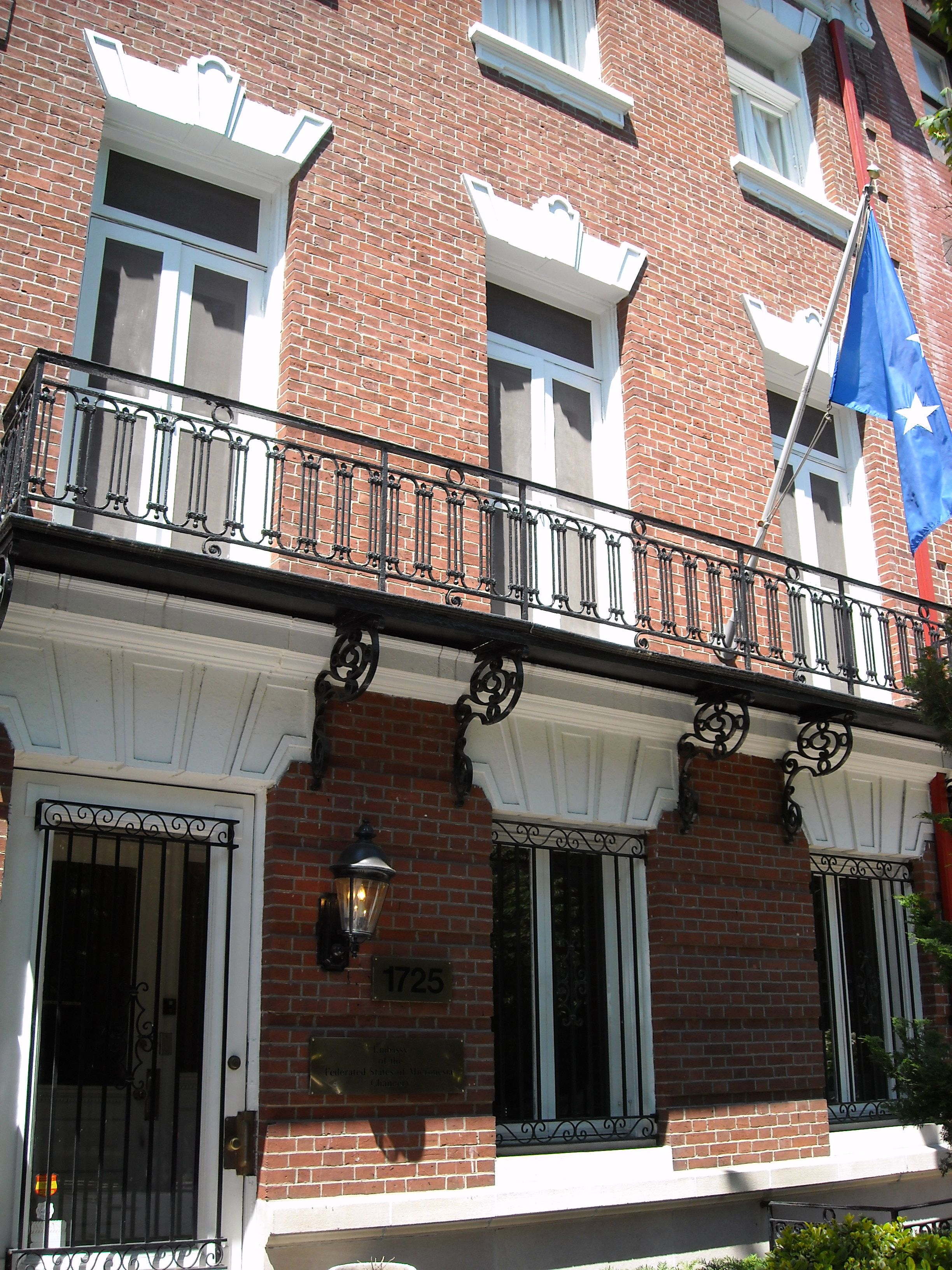
주미 미크로네시아 연방 대사관 관저 전경

미크로네시아 연방의 재외공관 목록은 미크로네시아 연방 주재 대사관을 각국에 상주시켜 놓는 것을 의미하며, 미크로네시아 연방의 재외공관을 나열한 목록이다.

## 아시아부
- 중화인민공화국: 베이징시 (대사관)
- 일본: 도쿄도 (대사관)

## 아메리카부
- 미국
  - 워싱턴 D.C. (대사관)
  - 호놀룰루 (총영사관)
  - 포틀랜드 (총영사관)

## 오세아니아부
- 괌: 타무닝 (총영사관)
- 피지: 수바 (대사관)

## 대표부
- 유엔: 뉴욕 (미크로네시아 연방 대표부)

## 같이 보기
- 미크로네시아 연방 주재 외국공관 목록